# Verkehrsverbund Großraum Nürnberg
Der Verkehrsverbund Großraum Nürnberg GmbH (abgekürzt: VGN) ist der Verkehrs- und Tarifverbund im Großraum der Stadt Nürnberg. Er ist in weiten Teilen deckungsgleich mit der Metropolregion Nürnberg. Der VGN ist mit rund 20 400 km² bzw. rund 3,5 Millionen Einwohnern (Stand Januar 2024) flächenmäßig nach dem Verkehrsverbund Berlin-Brandenburg der zweitgrößte Verkehrsverbund in Deutschland und der größte in Bayern.
2016 zählte der VGN rund 257 Millionen Fahrten bzw. „Verbundbeförderungsfälle“ (Vorjahr: rund 247 Millionen). Die Erträge (Fahrgeldeinnahmen, Zuschüsse, Erstattungen) lagen 2016 bei rund 399 Millionen Euro und somit knapp 17 Millionen Euro höher als 2015. Dem standen 2016 Aufwendungen von 742,6 Millionen Euro gegenüber. Der Kostendeckungsgrad lag damit bei 53,8 Prozent gegenüber 52,8 % im Vorjahr.

## Ausdehnung und Geschichte

### Ausdehnung

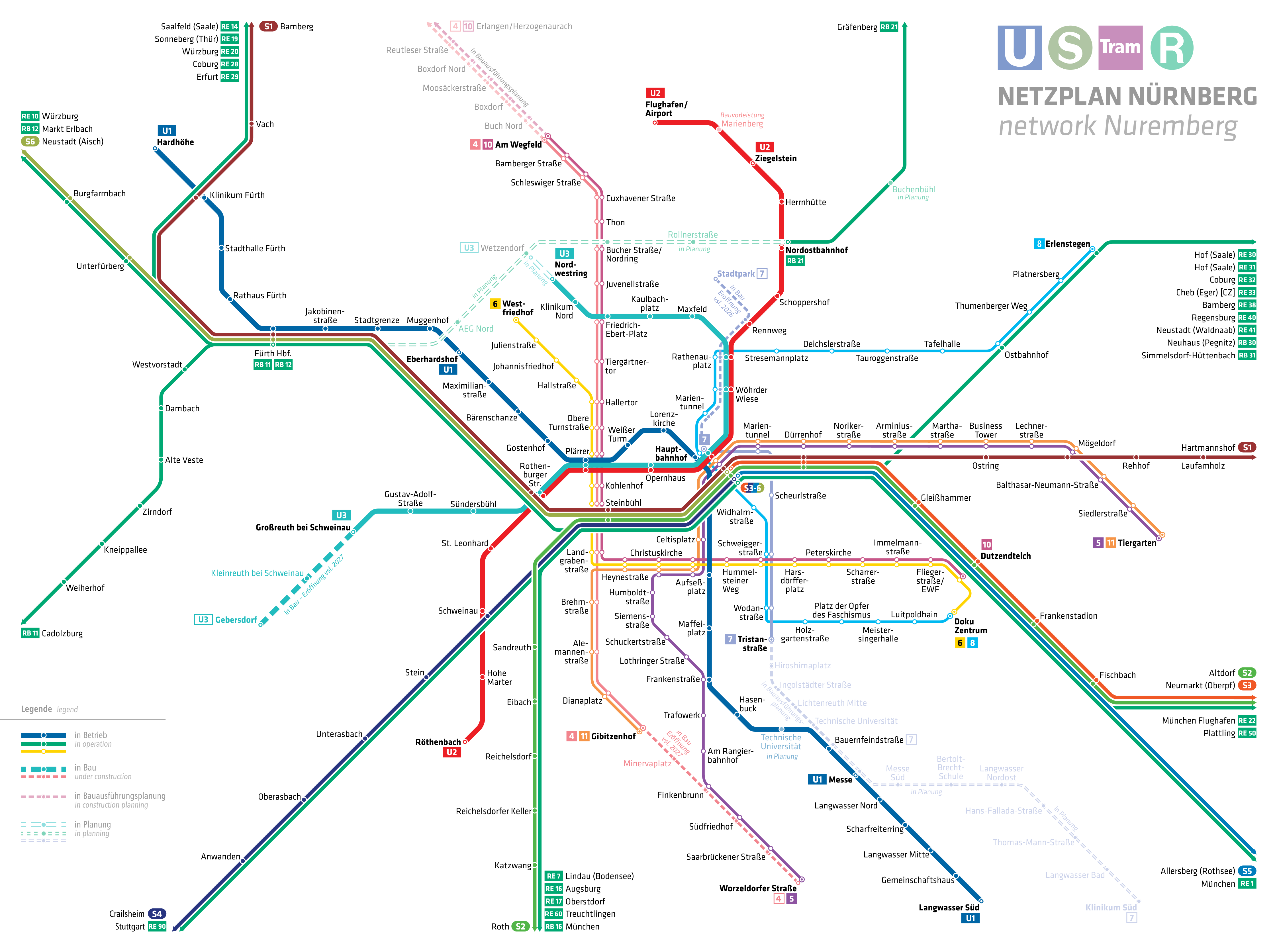
Schienenverkehrsnetz Nürnberg

Der Verkehrsverbund umfasst die gesamten Regierungsbezirke Mittel- und Oberfranken sowie Teile Unterfrankens, der Oberpfalz, Schwabens sowie Ober- und Niederbayerns. Dazu kommt Sonneberg Hauptbahnhof in Thüringen sowie eine Haltestelle in Michelbach an der Lücke in Baden-Württemberg (Linie 817).
Im Zweckverband Verkehrsverbund Großraum Nürnberg (ZVGN) sind die zehn kreisfreien Städte Amberg, Ansbach, Coburg, Bamberg, Bayreuth, Erlangen, Fürth, Hof, Nürnberg und Schwabach sowie die 22 Landkreise Amberg-Sulzbach, Ansbach, Bamberg, Bayreuth,  Coburg, Erlangen-Höchstadt, Donau-Ries, Forchheim, Fürth, Haßberge, Hof, Kitzingen, Kronach, Kulmbach, Lichtenfels, Neumarkt in der Oberpfalz, Neustadt an der Aisch-Bad Windsheim, Nürnberger Land, Roth, Tirschenreuth, Weißenburg-Gunzenhausen und Wunsiedel im Fichtelgebirge vertreten. Teilbereiche der Landkreise Eichstätt, Kelheim, Neustadt an der Waldnaab und Regensburg befinden sich ebenfalls im Verbundgebiet, sind jedoch nicht in der Verwaltung des Verbundes vertreten.
Angrenzende Verbünde sind im Westen der KreisVerkehr Schwäbisch Hall (KVSH) und der Verkehrsverbund Rhein-Neckar (VRN), im Nordwesten der Nahverkehr Mainfranken (NVM), im Osten und Südosten der Regensburger Verkehrsverbund (RVV) und im Süden der Augsburger Verkehrsverbund (AVV). Übergänge beziehungsweise Überschneidungen gibt es mit dem AVV in Otting-Weilheim, mit dem RVV in Amberg und zwischen Neumarkt in der Oberpfalz und Parsberg sowie mit dem VVM zwischen Iphofen und Kitzingen.

### Geschichte des Verbundes

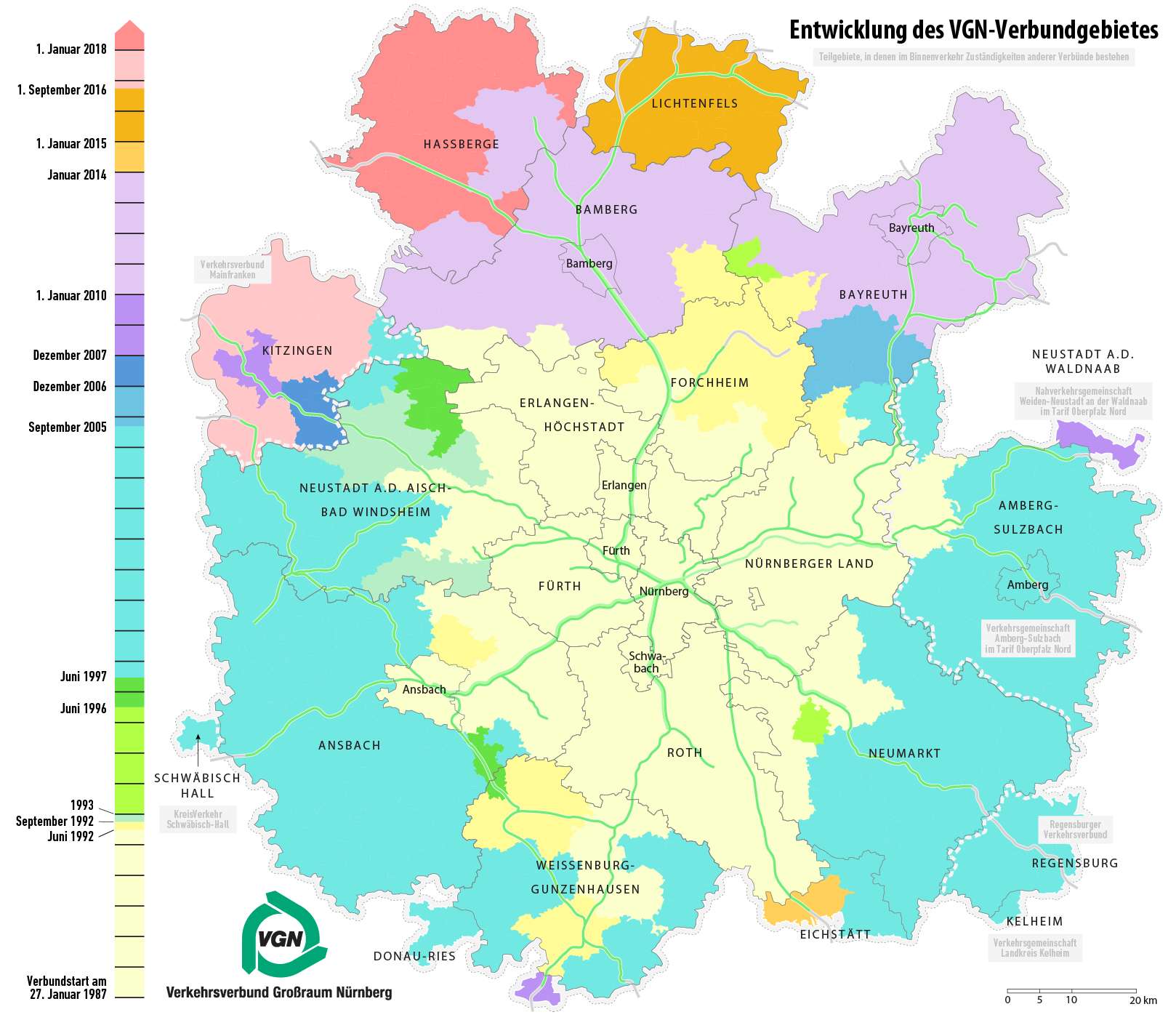
Entwicklung des VGN-Verbundgebietes bis 2018

Die Idee eines Verkehrsverbundes in der Region Nürnberg/Fürth/Erlangen nach dem Vorbild des Münchner Verkehrs- und Tarifverbunds und des Verkehrsverbunds Rhein-Ruhr kam in den 1980er Jahren auf. Eine Vorstufe wurde am 28. Januar 1978 mit der Verkehrsgemeinschaft Großraum Nürnberg eingerichtet. Darin gab es einen Übergangstarif von den Nahverkehrs- und Eilzügen der Deutschen Bundesbahn auf den vier damals geplanten S-Bahn-Strecken zur U-Bahn. Der nächste Schritt war am 19. Dezember 1986 die Unterzeichnung des Grundvertrags von den Oberbürgermeistern der Städte Ansbach, Erlangen, Fürth, Nürnberg und Schwabach, den Landräten der beteiligten Landkreise sowie den Vertretern der Bundesrepublik Deutschland und des Freistaats Bayern. Das Inkrafttreten des Verbundes folgte schließlich am 27. September 1987, einen Tag nach Inbetriebnahme der S-Bahn nach Lauf (links Pegnitz). Das Verbundgebiet umfasste zu diesem Zeitpunkt eine Fläche von 4593 km² und reichte nach Ansbach, Neustadt an der Aisch, Forchheim, Neuhaus an der Pegnitz, Neukirchen bei Sulzbach-Rosenberg, Neumarkt in der Oberpfalz und Weißenburg in Bayern.
Erweiterungen des Verbundgebiets gab es in den Jahren 1992, 1993 und 1996, durch die weitere Gemeinden der Landkreise Ansbach, Forchheim, Neumarkt in der Oberpfalz, Neustadt an der Aisch-Bad Windsheim und Weißenburg-Gunzenhausen integriert wurden. Die bis dato größte Erweiterung erfolgte am 1. Juni 1997, bei der die meist nur zum Teil integrierten Landkreise vollständig aufgenommen wurden und sich das Verbundgebiet um 80 % auf 11.358 km² vergrößerte. 2005 wurde der südliche Teil des Landkreises Bayreuth mit Pegnitz in den Verbundraum aufgenommen, 2007 kamen weitere Gemeinden der Landkreise Kitzingen und Donau-Ries hinzu. Zum 1. Januar 2010 wurden der Landkreis und die Stadt Bamberg, der restliche Landkreis und die Stadt Bayreuth sowie die an der Bahnstrecke nach Ebern liegenden Gemeinden im Landkreis Haßberge in den Verbund aufgenommen.
Vor einigen Jahren gab es Planungen, den teilintegrierten Landkreis Kitzingen vollständig in den VGN aufzunehmen. Mit der Stadt Weiden sowie mit den Landkreisen Neustadt, Tirschenreuth, Wunsiedel und Eichstätt (nördlicher Teil) wurden Gespräche über eine Integration in den VGN geführt.
Nach dem Plan, ab 2018 ganz Oberfranken in den VGN zu integrieren, sagten die kreisfreie Stadt Coburg sowie die Landkreise Coburg, Kronach, Kulmbach und Wunsiedel nach Verhandlungen über einen Beitritt wegen der hohen Kosten ab. Der Landkreis Hof weigerte sich aus politischen Gründen. Lediglich die kreisfreie Stadt Hof und der Landkreis Lichtenfels wollten beitreten, wobei die Stadt Hof ohne den umliegenden Landkreis nicht beitreten konnte.
Der Landkreis Lichtenfels entschied sich Mitte Juli 2014 für einen Beitritt zum Verbundgebiet und ist seit dem 1. Januar 2015 ein Teil des VGN. Zum 1. Januar 2018 trat der Landkreis Haßberge vollständig dem VGN bei, womit das Verbundgebiet eine Fläche von 15.843 km² aufweist.
Der Landkreis Kulmbach entschied sich am 12. April 2013 gegen einen Beitritt zum 1. Januar 2014, am 22. April 2013 entschied sich der Landkreis Kronach gegen einen Beitritt zum 1. Januar 2014. Der Lichtenfelser Landrat Christian Meißner war verärgert, da die Eisenbahngesellschaft agilis GmbH ihm am 27. Juni 2013 ein Schreiben zustellig machte, in dem ein Beitritt zum 1. Januar 2014 abgelehnt wird; das Unternehmen besitzt bereits Erfahrungen mit dem VGN-Tarif. Agilis betreibt in Oberfranken unter anderen die Strecken Coburg – Lichtenfels und Bamberg – Lichtenfels – Kulmbach – Hof Hbf. Die Nachricht über den Nichtbeitritt des Landkreises Lichtenfels veröffentlichte nicht Agilis, sondern das Landratsamt Lichtenfels.
Im Mai 2018 unterzeichneten die Landkreise Hof, Kronach, Kulmbach und Wunsiedel sowie die Städte Hof und Kulmbach eine Erklärung, nach der sie den VGN beitreten wollen, aber um planerische, organisatorische und vor allem finanzielle Unterstützung des Freistaats Bayern bitten. Diese wurde ihnen sowie der Stadt und dem Landkreis Coburg Anfang 2019 zugesichert.
Eine von den kreisfreien Städten Coburg und Hof sowie den Landkreisen Coburg, Kronach, Kulmbach, Hof, Wunsiedel und Tirschenreuth in Auftrag gegebene Grundlagenstudie untersuchte bis 2023 einen Beitritt dieser Gebietskörperschaften zum VGN. Ein ursprünglich erhoffter Beitritt zum Fahrplanwechsel im Dezember 2023 wurde auf 1. Januar 2024 verschoben. Nach den Beschlüssen der Landkreise Coburg, Hof, Kulmbach, Kronach, Wunsiedel, Tirschenreuth und der kreisfreien Städte Coburg und Hof Anfang 2023 und der Zustimmung der Gremien des Verkehrsverbundes Großraum Nürnberg im Juli 2023 wurde deren Beitritt am 1. Januar 2024 wirksam und das gesamte Gebiet von Oberfranken Teil des Verbundes. Die Kosten der Erweiterung um rund 600.000 Einwohner werden zu 90 Prozent bzw. 28,2 Millionen Euro vom Freistaat Bayern gefördert.
Nach der Verlängerung der S-Bahn-Linie S 4 bis Crailsheim zum Fahrplanwechsel Mitte Dezember 2024 wird zum 1. Januar 2025 der Geltungsbereich des VGN-Tarifs auf der Bahnstrecke nach Crailsheim über die Landesgrenze bis dorthin ausgedehnt.

## Verkehrsmittel

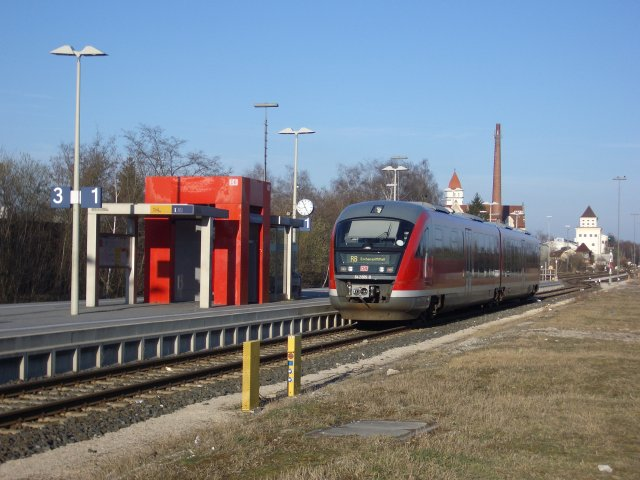
Baureihe 642 im Nordostbahnhof

Verkehrsmittel im Verkehrsverbund sind vor allem die Regionalzüge und S-Bahnen der Deutschen Bahn AG, die U-Bahnen, Straßenbahnen und Busse der Verkehrs-Aktiengesellschaft Nürnberg (VAG) und dem Omnibusverkehr Franken sowie zahlreiche Buslinien kommunaler und privater Verkehrsbetriebe.

### Regionalzüge
Die 49 Regionalzuglinien nach unter anderem Amberg, Ansbach, Bad Rodach, Bad Steben, Bayreuth, Cadolzburg, Coburg, Dettelbach, Ebermannstadt, Ebern, Feilitzsch, Gräfenberg, Gunzenhausen, Haidenaab-Göppmannsbühl, Haßfurt, Helmbrechts, Hilpoltstein, Hof (Saale), Kemnath, Kinding, Kronach, Ludwigsstadt, Mainroth, Marktbreit, Markt Erlbach, Neuenmarkt Neuhaus, Otting-Weilheim, Parsberg, Pleinfeld, Ramsenthal, Redwitz, Rothenburg ob der Tauber, Schnelldorf, Selb, Simmelsdorf-Hüttenbach, Solnhofen, Sonneberg, Steinach, Thansüß, Treuchtlingen, Weidenberg, Wicklesgreuth, Wiesau oder Windsbach werden von den Eisenbahnverkehrsunternehmen DB Regio Bayern, Arverio Bayern und Arverio Baden-Württemberg sowie Agilis betrieben.

### S-Bahn

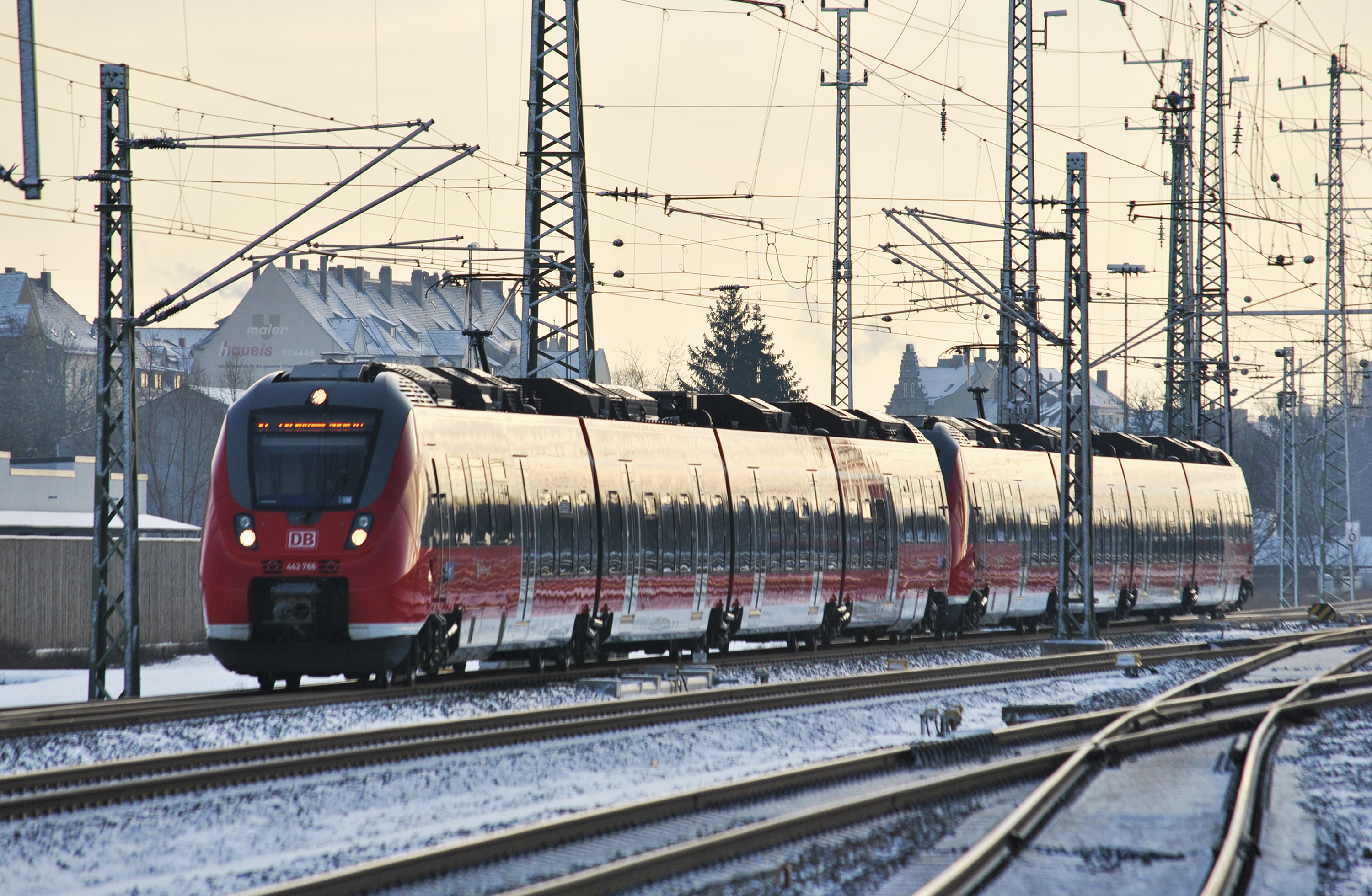
S1 zwischen Nürnberg und Fürth

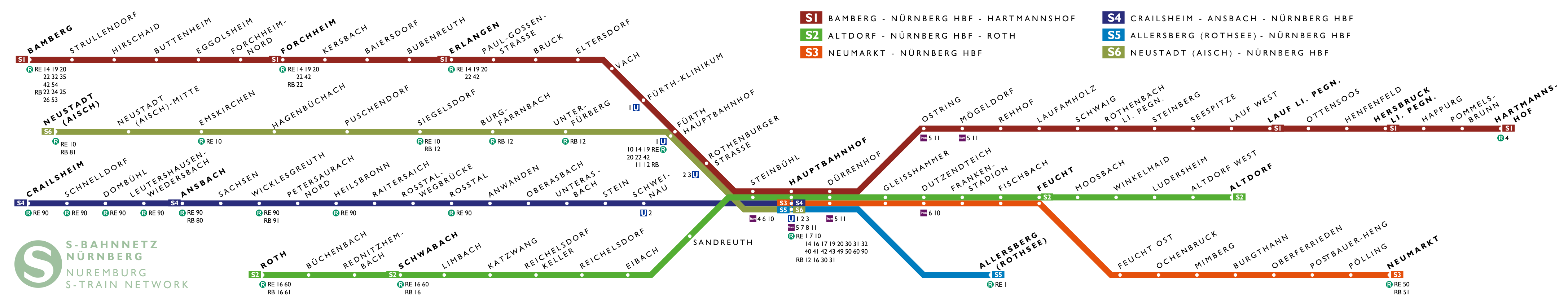
S-Bahn-Netz Nürnberg als Linienband

Die Deutsche Bahn AG betreibt die sechs Linien der S-Bahn Nürnberg. Das Streckennetz umfasst 320,0 km mit 93 Stationen.
- Bamberg – Forchheim – Erlangen – Fürth (Bay) Hbf – Nürnberg Hbf – Feucht – Neumarkt (Oberpf)
- Roth – Schwabach – Nürnberg Hbf – Lauf (links Pegnitz) – Hersbruck (links Pegnitz) – Hartmannshof
- Nürnberg Hbf – Feucht – Altdorf (b Nürnberg)
- Nürnberg Hbf – Ansbach – Dombühl – Crailsheim
- Nürnberg Hbf – Allersberg
- Nürnberg Hbf – Fürth (Bay) Hbf – Neustadt (Aisch)

### U-Bahn

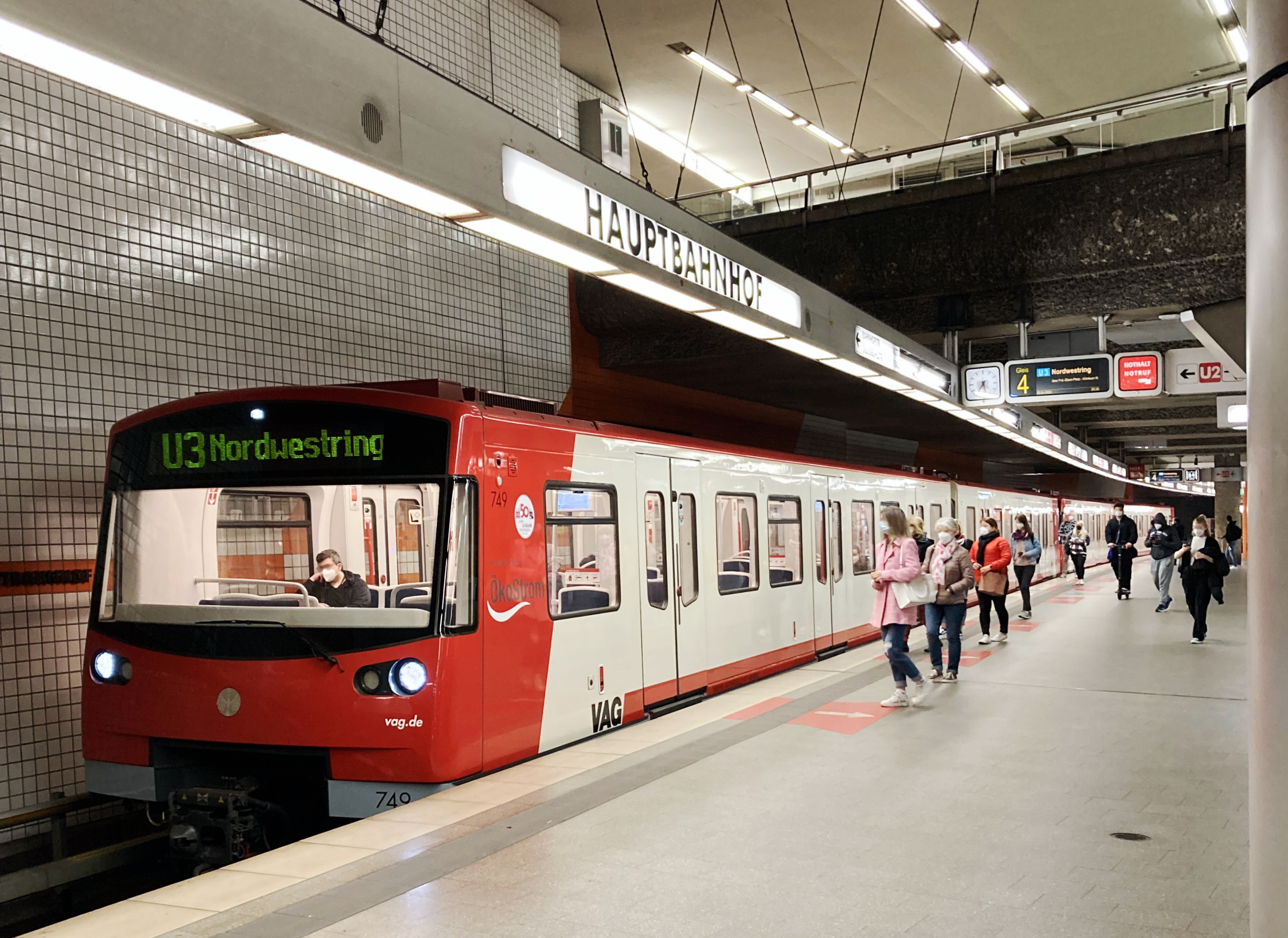
U-Bahn-Zug in der Haltestelle Hauptbahnhof

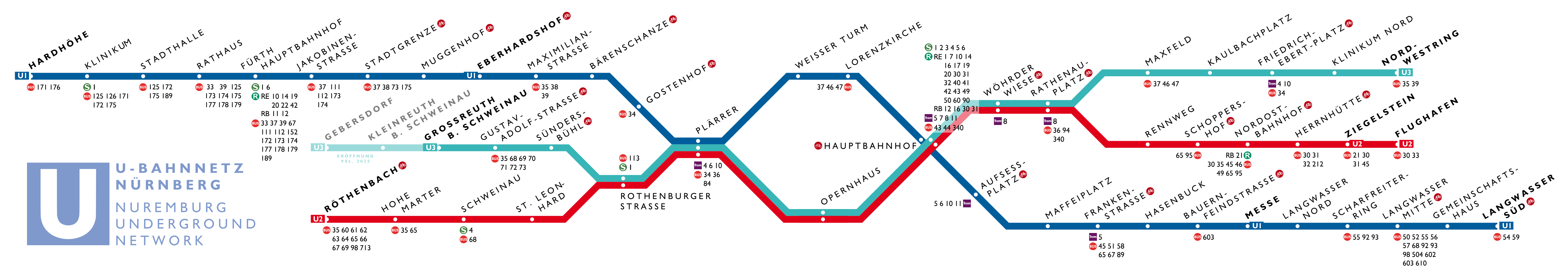
U-Bahn-Netz Nürnberg als Linienband

Die VAG ist Betreiber der Nürnberger U-Bahn, die auf drei Linien in Nürnberg und Fürth verkehrt. Auf den 38,2 km Streckennetz befördert die U-Bahn jährlich etwa 111 Millionen Fahrgäste zwischen den 49 Stationen.
- Hardhöhe – Fürth Hauptbahnhof – Eberhardshof – Plärrer – Lorenzkirche – Hauptbahnhof – Aufseßplatz – Frankenstraße – Messe – Langwasser Süd
- Flughafen – Nordostbahnhof – Rathenauplatz – Hauptbahnhof – Opernhaus – Plärrer – Rothenburger Straße – Schweinau – Röthenbach
- Großreuth bei Schweinau – Gustav-Adolf-Straße – Rothenburger Straße – Plärrer – Opernhaus – Hauptbahnhof – Rathenauplatz – Friedrich-Ebert-Platz – Nordwestring

### Straßenbahn

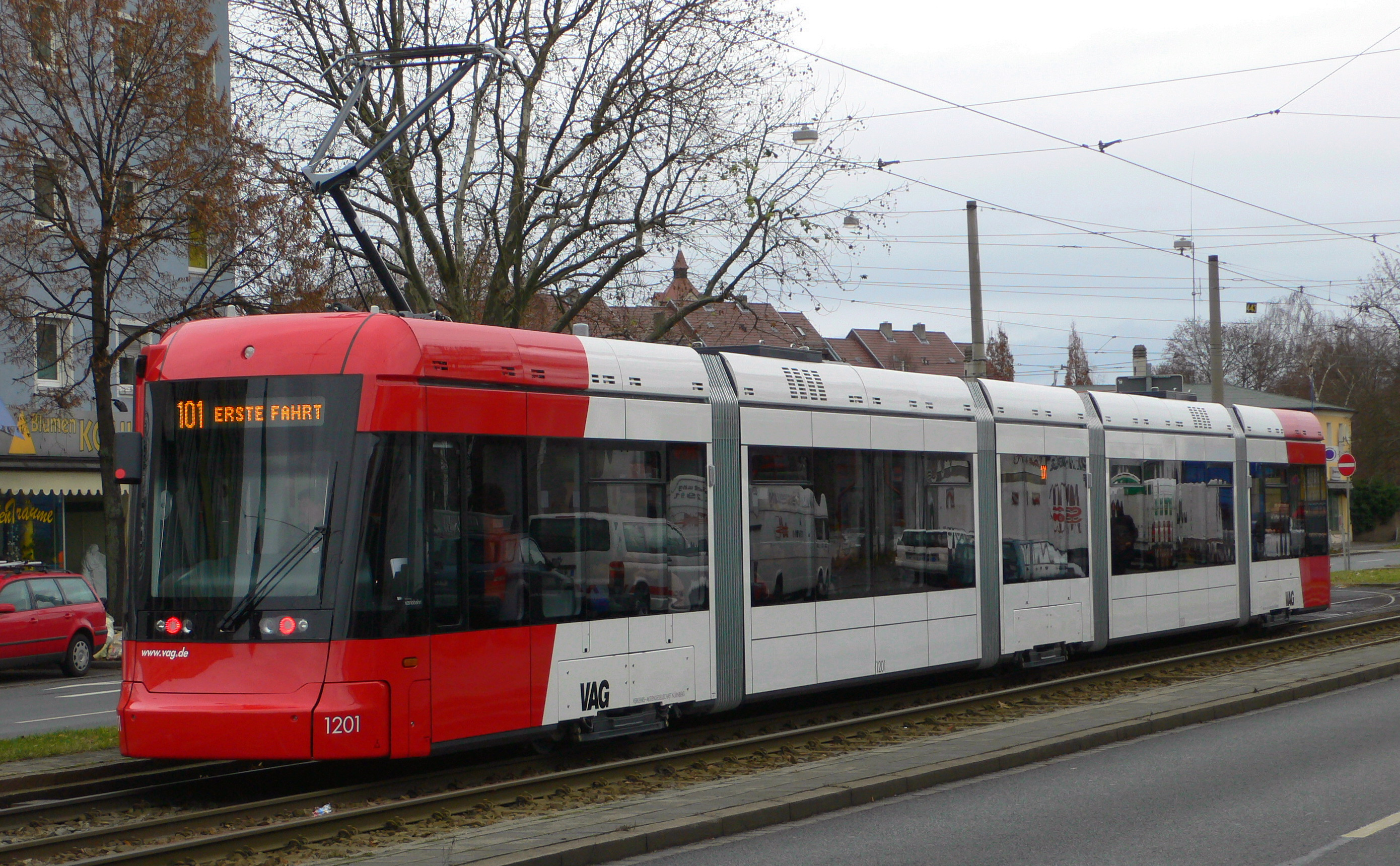
Straßenbahnwagen der VAG

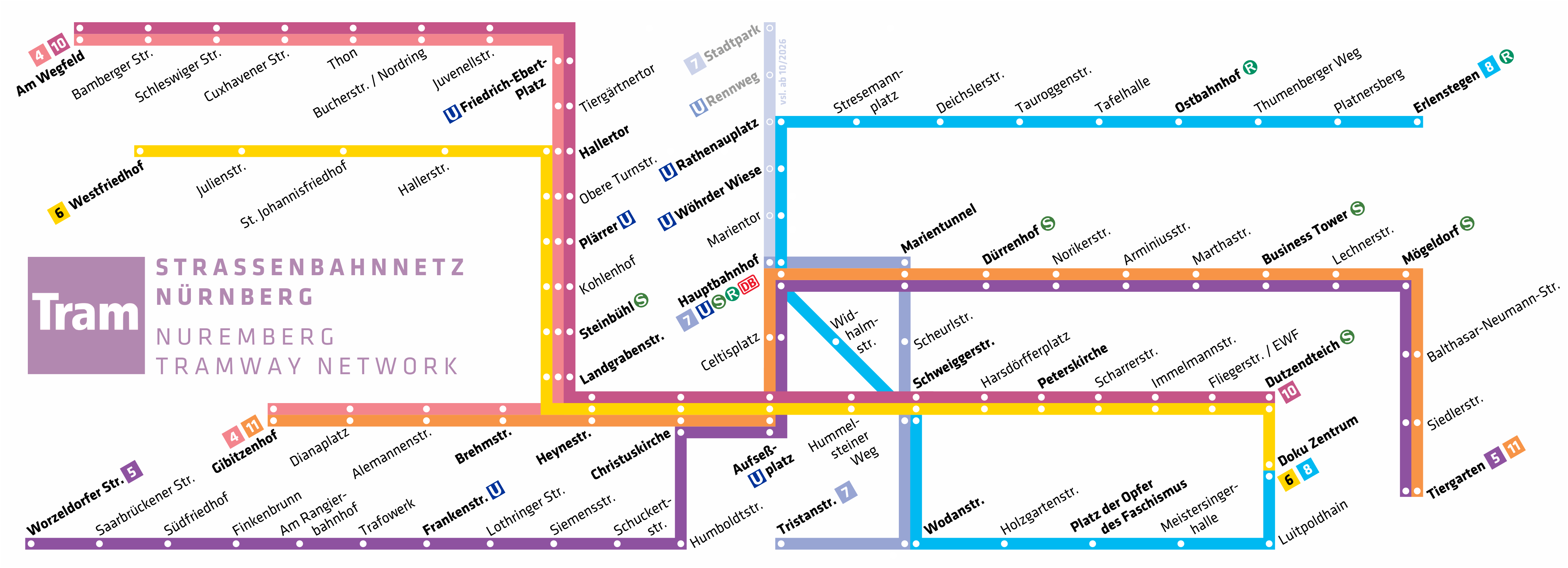
Liniennetz der Straßenbahn

Die VAG betreibt die Nürnberger Straßenbahn, die gegenwärtig auf sieben Linien im Stadtgebiet verkehrt:
- Gibitzenhof – Brehmstraße – Landgrabenstraße – Plärrer – Hallertor – Friedrich-Ebert-Platz – Thon – Am Wegfeld
- Tiergarten – Mögeldorf – Marientunnel – Hauptbahnhof – Aufseßplatz – Christuskirche – Frankenstraße – Worzeldorfer Straße
- Doku-Zentrum – Dutzendteich – Schweiggerstraße – Aufseßplatz – Christuskirche – Heynestraße – Landgrabenstraße – Plärrer – Hallertor – Westfriedhof
- Tristanstraße – Wodanstraße – Schweiggerstraße – Marientunnel – Hauptbahnhof
- Doku-Zentrum – Wodanstraße – Schweiggerstraße – Hauptbahnhof – Rathenauplatz – Erlenstegen
- Dutzendteich – Schweiggerstraße – Aufseßplatz – Christuskirche – Heynestraße – Landgrabenstraße – Plärrer – Hallertor – Friedrich-Ebert-Platz – Thon – Am Wegfeld
- Tiergarten – Mögeldorf – Marientunnel – Hauptbahnhof – Aufseßplatz – Christuskirche – Heynestraße – Brehmstraße – Gibitzenhof

### Bus

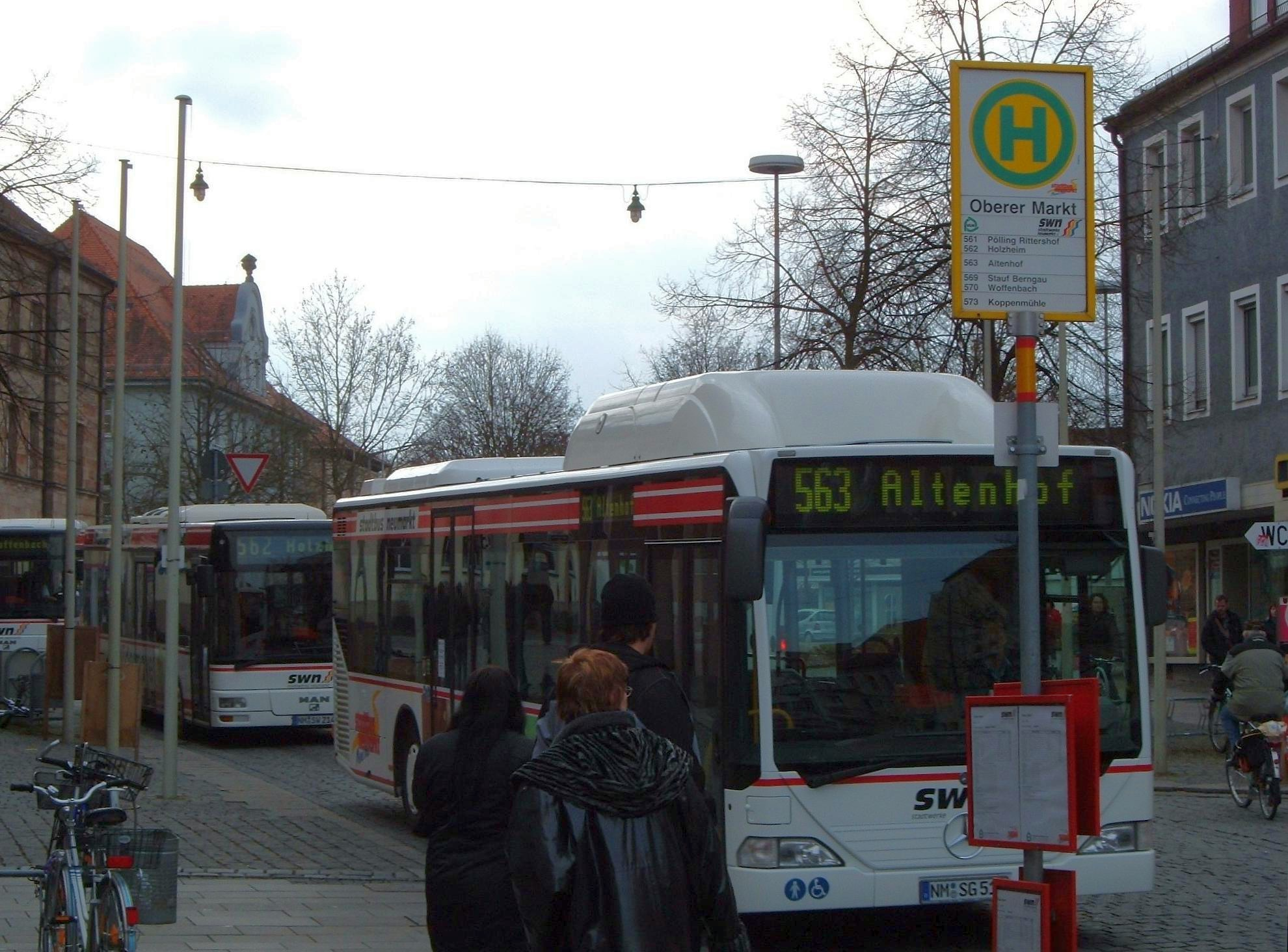
Stadtverkehr in Neumarkt

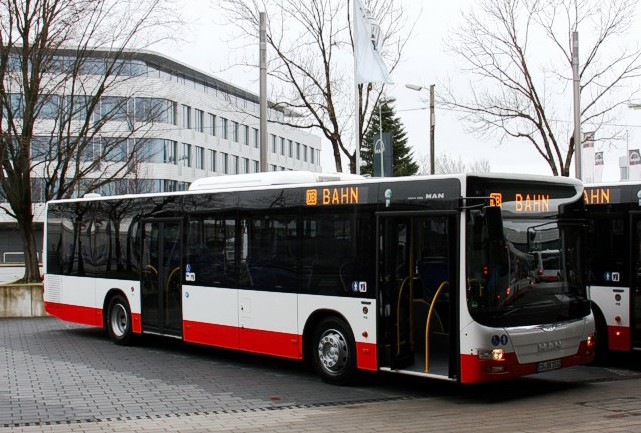
Bus der DB Regio Bus Bayern GmbH (DRB) im Verkehrsverbund Großraum Nürnberg (VGN)

Busse sind die zahlenmäßig am meisten vertretenen Verkehrsmittel im VGN. Neben den Stadtverkehrssystemen in Amberg, Ansbach, Bamberg, Erlangen, Forchheim, Fürth, Herzogenaurach, Schwabach, Roth, Neumarkt und Nürnberg verkehren zahlreiche Regionalbuslinien, die von der Bahnbusgesellschaft DB Frankenbus und DB Busverkehr Bayern, in den Oberpfälzer Landkreisen von DB Ostbayernbus und den Verkehrsbetrieben Bachstein im Hofer Land sowie weiteren privaten Busunternehmen betrieben werden.
Die Buslinien im VGN sind durchgehend nummeriert und dabei geographisch gegliedert. Der Nürnberger Stadtverkehr hat zweistellige Nummern (z. B. 45 Ziegelstein – Frankenstraße). Alle anderen Linien im VGN tragen drei- oder vierstellige Nummern. Bei dreistelligen Nummern decken die erste bzw. bei vierstelligen Nummern die ersten beiden Ziffern jeweils eine größere Region (z. B. einen Landkreis) ab. Die vorletzte Ziffer bezieht sich auf einen kleineren Teilbereich der Region. Im Landkreis Neumarkt beziehungsweise dem südöstlichen Verbundgebiet beginnen beispielsweise alle Linien mit 5xx, für den Stadtverkehr Neumarkt sind dann die Nummern 56x und 57x reserviert, also z. B. 563 Neumarkt Bahnhof – Altenhof. Ruf- und Bürgerbuslinien innerhalb von ländlichen Gemeinden tragen z. T. noch ein Postfix .x hinter der Hauptnummer, wie beispielsweise das Rufbusangebot innerhalb der Gemeinde Seßlach 1451.1 als Ergänzung zur Hauptlinie 1451 Coburg – Seßlach.

## Tarife und Fahrkartenangebot

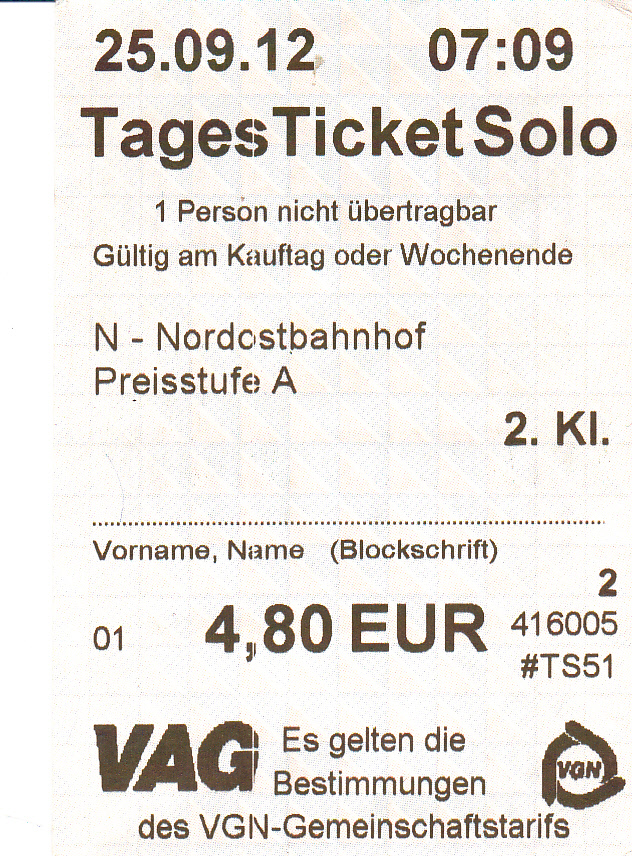
VGN-Automaten-Tageskarte, Preisstufe A für Nürnberg, Fürth und Stein

| Fahrkartenangebot im VGN | Fahrkartenangebot im VGN |
| ------------------------ | --- |
| MobiCard                 | Zeitkarte für 7 oder 31 Tage, übertragbar, für max. 2 Erwachsene und insgesamt bis zu 6 Personen |
| Tagesticket              | für 1 (TT-solo) oder mehrere (TT-plus) Person(-en), bei Kauf am Samstag einschl. Sonntag gültig |
| Jahresabo                | mehrere individuelle Optionen buchbar, die zeitlich und hinsichtlich der Anzahl der Nutzer zugeschnitten sind |
| Firmenabo                | Mitarbeiterticket |
| Solo 31                  | Gültigkeit: 31 Tage, günstiger als MobiCard 31 |
| 365-Euro-Ticket          | für Schüler und Azubis (Voraussetzung: Wohnsitz und Schule im VGN; ein Jahr lang verbundweit gültig) |
| Semesterticket           | für Studenten der Fakultäten in Erlangen und Nürnberg |
| Ferienticket             | Sommerticket für Schüler, Azubis und Studierende |
| Mehrfahrten-Stempelkarte | stempelbar nach Bedarf und Tarifzone |
| Einzelfahrtenkarte       | flexibel und unmittelbar vor Fahrtantritt zu erwerben, mit zeitlicher Bindung (je nach Preisstufe unterschiedlich)                                                                                               |
| Gruppenfahrkarte         | 10 Erwachsene (ab 15 Jahre; 2 Kinder werden als ein Erwachsener gezählt) erhalten einen Abschlag von 50 % auf die Preise der Einzelfahrkarten für Erwachsene und Kinder                                          |
| KombiTicket              | Eintrittskarten (Theater, Sportveranstaltung etc.), auf denen der Aufdruck „Fahren mit der Eintrittskarte“ abgebildet ist, berechtigen zur Benutzung der Verkehrsmittel des VGN zum Veranstaltungsort und zurück |
| Hotelfahrkarte           | erhältlich für Gäste zahlreicher Hotels in Nürnberg, Fürth und Erlangen. Zwei aufeinanderfolgende Tage kann mit dem Ticket der ÖPNV ermäßigt genutzt werden                                                      |
| Ermäßigte Monatskarte    | Berechtigungsnachweis vom Sozialamt nötig |

### Tarifzonen
Das Verbundgebiet ist in Zonen und Teilzonen eingeteilt, die segmentförmig von den Tarifgebieten Nürnberg, Fürth und Erlangen ausgehen. Insgesamt gibt es zehn Tarifstufen für Einzelfahrkarten und neunzehn für Zeitkarten. Hiervon ist die höchste für Einzelfahrscheine 10 und für Zeitfahrscheine 10+T (10 Zonen + Teilzone) bezeichnet wird. In größeren Städten gibt es Stadttarife mit den Bezeichnungen A bis F. Z. B. in den Städten Nürnberg, Fürth und Stein (Tarifzone 100 und 200, Preisstufe A) oder Erlangen (Tarifzone 400, Preisstufe C).

### Fahrkarten
Das Fahrkartensortiment umfasst Einzel- und Mehrfahrtenkarten („Streifenkarte“), TagesTickets und Zeitkarten („MobiCard“ und „Solo31“) sowie Abonnements für Schüler, Auszubildende, Studenten und Firmen. In Zusammenarbeit mit diversen Institutionen in Nürnberg, Fürth und Erlangen wird ein KombiTicket angeboten, welches beispielsweise die An- und Abreise zu einer Theatervorstellung oder einem Fußballspiel mit dem gekauften Veranstaltungsticket ermöglicht.
Im Rahmen eines Projektes zur Verkehrsentwicklung der Stadt Erlangen mit Beteiligung der Bürger zur Mitgestaltung des ÖPNV wurde unter anderem die Preisgestaltung für die Kurzstrecke sowie das Fehlen eines dedizierten Angebots für Senioren bemängelt.
Seit dem 1. August 2020 ist im VGN ein verbundweites 365-Euro-Ticket für Schüler und Auszubildende verfügbar.

### Handyticket
Am 1. Juni 2006 unterzeichneten der Verband Deutscher Verkehrsunternehmen, der VGN, die VAG sowie weitere Verkehrsverbünde und -unternehmen und Partner aus der Industrie einen Vertrag zur Entwicklung eines E-Ticketingverfahrens. Für Mitte Oktober 2006 war der Start eines Modellversuchs geplant: Fahrgäste sollten Einzel- und Tageskarten für die öffentlichen Verkehrsmittel mit ihrem Handy kaufen können. Als Problem stellten sich die unterschiedlichen Betriebssysteme der Java-fähigen Mobiltelefone dar. Seit 26. April 2007 ist im VGN-Gebiet der Ticketerwerb mit dem Mobiltelefon möglich, angeboten werden während des Testbetriebs nur Einzelfahrkarten und TagesTickets.

## Fahrpläne
Seit dem Fahrplanwechsel am 13. Dezember 2015 wird kein vollständiges Fahrplanbuch mehr vertrieben. Es sind jedoch Fahrplanheftchen erhältlich. Um alle Linien des Stadtgebiets Nürnberg abzudecken, benötigt man dabei sechs verschiedene Fahrplanheftchen. Alle Linienfahrpläne sowie Übersichtspläne sind als PDF-Download erhältlich.
Die Jahresfahrpläne 2013, 2014 und 2015 erschienen als zweibändiges Fahrplanbuch mit folgender Unterteilung:
- Band 1: S-, R-, U- und Straßenbahnen, Buslinien in Nürnberg, Fürth, Erlangen und Schwabach
- Band 2: Buslinien weiterer Städte (unter anderen Bamberg, Bayreuth, Ansbach, und Neumarkt)

Zu den beiden Bänden gab es einen Fahrplanschuber.
Bis zum Jahresfahrplan 2012 gab es den gesamten Verbundfahrplan in einem einbändigen Fahrplanbuch.

## Gesellschafter der Verkehrsverbund Großraum Nürnberg GmbH
Die folgenden öffentlichen und privaten Unternehmen sind Gesellschafter im Verkehrsverbund:
- DB Regio AG
- Stadtwerke Bamberg Verkehrs- und Park GmbH[28] (STVP)

- VAG Verkehrs-Aktiengesellschaft Nürnberg (VAG)
- infra fürth verkehr gmbh (infra)
- ESTW Erlanger Stadtwerke AG (ESTW)
- Stadtverkehr Schwabach GmbH (ehemals Fa. Wutzer)
- Stadtwerke Bayreuth Verkehr und Bäder GmbH
- Omnibusverkehr Franken GmbH, OVF
- Gesellschaft Privater Verkehrsunternehmen im VGN mbH (GPV)[29]
  - Bauer & Schlecht GmbH, Arberg
  - Rangau Reisen Matthias Steinmetz GmbH, Cadolzburg
  - Omnibusverkehr Bernhard Genthner, Colmberg
  - VU Braun GmbH, Heilsbronn
  - Meidenbauer Stadtbus GmbH, Hersbruck
  - Busunternehmen Friedrich Bauer, Markt Taschendorf
  - Reck und Söhne, Inh. G. Reck e. K., Rohr
  - Omnibus Koch, Inh. Rainer Koch, Rohr
  - Röhler Stadt Bus GmbH (RSB), Roth
  - Fritz Wellhöfer GmbH & Co. KG, Sachsen
  - Ehard Touristik GmbH & Co. KG, Spalt
  - Omnibus MOSSNER e. K., Inh. Manuel Moßner, Thalmässing
  - Engeler Reisen, Treuchtlingen
- Gesellschaft kommunaler Verkehrsunternehmen im VGN GbR (GkV)

## Beteiligungen
Der VGN ist mit 5,06 % an der VDV eTicket Service GmbH & Co. KG (Köln) beteiligt.

## Weitere Verkehrsunternehmen im VGN (Auswahl)
- DB Regio Bus Bayern GmbH
- Stadtwerke Bamberg Verkehrs- und Park GmbH
- Ansbacher Bäder und Verkehrs GmbH
- Stadtwerke Neumarkt